# Jacobus Alberti
Jacobus Alberti (Zaandijk, 1763 - Krommenie, 18 maart 1836) was een Nederlandse schout, maire en burgemeester. Alberti was een zoon van de hervormde predikant Johannes Christiaan Alberti en Stijntje Dico.
Alberti was de eerste burgemeester van Krommenie. Voor de Franse tijd was hij al schout en tijdens de Franse tijd was hij maire van Krommenie. Met ingang van 27 augustus 1825 werd Alberti als schout ontslagen en herbenoemd als burgemeester. Na zijn overlijden op 18 maart 1836 werd hij opgevolgd door zijn schoonzoon Dirk van der Wardt.